# Schot (graan)

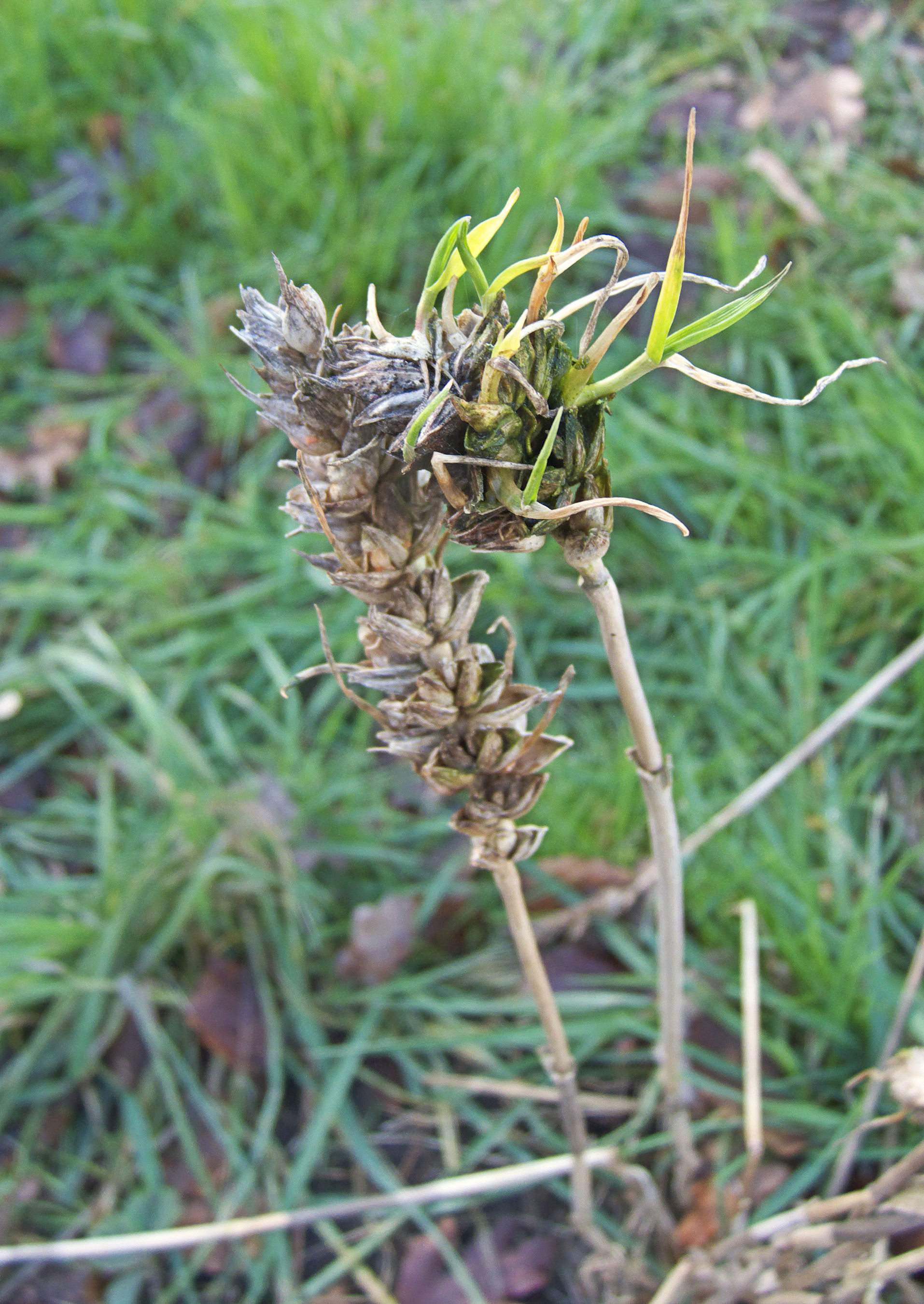
Schot bij gewone tarwe

Schot is het voortijdig kiemen van de graankorrel in de aar. Dit treedt op als de oogst vertraagd wordt door natte omstandigheden. Tussen de rassen bestaat verschil in gevoeligheid voor het ontstaan van schot.
Bij gewone tarwe wordt het valgetal en de bakkwaliteit beïnvloed door de oogstomstandigheden. Reeds in de aar gekiemde tarwe heeft een laag valgetal en daardoor een slechte bakkwaliteit.
Schot komt bij gerst weinig voor. Schot bij brouwgerst maakt de gerst alleen nog geschikt als veevoer. 